# Rozłupek
Rozłupek (Schistidium Bruch & Schimp.) – rodzaj mchu należący do rodziny strzechwowatych (Grimmiaceae). Występuje w Ameryce Północnej, Środkowej i Południowej, Europie, Azji, Australii, na wyspach atlantyckich, wyspach Australii i Oceanii i Antarktyce.

## Systematyka
Rodzaj liczy około 120 gatunków (wybór):
| - Schistidium alpicola - Schistidium amblyophyllum - Schistidium andreaeopsis - Schistidium angustissimum - Schistidium antarctici - Schistidium apocarpum – rozłupek nierodzajny - Schistidium atrofuscum – rozłupek czarniawy - Schistidium brunnescens – rozłupek brunatny - Schistidium celatum - Schistidium chenii - Schistidium chrysoneurum - Schistidium cinclidodonteum - Schistidium confusum - Schistidium crassipilum - Schistidium cribrodontium - Schistidium cryptocarpum - Schistidium cupulare - Schistidium donatii - Schistidium elegantulum - Schistidium falcatum - Schistidium fallax - Schistidium flaccidum - Schistidium frigidum - Schistidium frisvollianum - Schistidium gracile - Schistidium grandirete - Schistidium halinae - Schistidium heterophyllum - Schistidium hyalinocuspidatum - Schistidium ignatovae | - Schistidium liliputanum - Schistidium lorentziana - Schistidium maritimum - Schistidium nodulosum - Schistidium obtusifolium - Schistidium occidentale - Schistidium occultum - Schistidium perichaetiale - Schistidium poeltii - Schistidium pulchrum - Schistidium recurvum - Schistidium rivulare - Schistidium robustum - Schistidium scabripes - Schistidium scandicum - Schistidium serratomucronatum - Schistidium steerei - Schistidium stirlingii - Schistidium streptophyllum - Schistidium subconfertum - Schistidium subjulaceum - Schistidium submuticum - Schistidium subpraemorsum - Schistidium syntrichiaceum - Schistidium tenerum - Schistidium torreyanum - Schistidium trichodon – rozłupek włoskoząb - Schistidium truncatoapocarpum - Schistidium urnulaceum - Schistidium venetum |

## Ochrona
Gatunki: rozłupek brunatny Schistidium brunnescens, rozłupek czarniawy Schistidium atrofuscum i rozłupek włoskoząb Schistidium trichodon objęte są w Polsce częściową ochroną gatunkową na podstawie Rozporządzenia Ministra Środowiska z dnia 9 października 2014 w sprawie ochrony gatunkowej roślin. W latach 2004–2014 podlegały ochronie ścisłej.